# Campionati europei di atletica leggera 2016 - Mezza maratona maschile
La mezza maratona maschile ai Campionati europei di atletica leggera 2016 si è svolta il 10 luglio 2016.

## Programma
| Data           | Ora   | Turno  |
| -------------- | ----- | ------ |
| 10 luglio 2016 | 09:50 | Finale |

## Risultati

### Individuale
| Class        | Atleta                  | Nazione       | Tempo   | Note                                     |
| ------------ | ----------------------- | ------------- | ------- | ---------------------------------------- |
| Oro          | Tadesse Abraham         | Svizzera      | 1:02:03 |                                          |
| Argento      | Kaan Kigen Özbilen      | Turchia       | 1:02:27 |                                          |
| Bronzo       | Daniele Meucci          | Italia        | 1:02:38 | Miglior prestazione personale stagionale |
| 4            | Marcin Chabowski        | Polonia       | 1:02:54 | Miglior prestazione personale stagionale |
| 5            | Abdi Hakin Ulad         | Danimarca     | 1:03:22 |                                          |
| 6            | Abdi Nageeye            | Paesi Bassi   | 1:03:43 |                                          |
| 7            | Hassan Chahdi           | Francia       | 1:03:43 |                                          |
| 8            | Carles Castillejo       | Spagna        | 1:03:52 |                                          |
| 9            | Callum Hawkins          | Gran Bretagna | 1:03:57 |                                          |
| 10           | Jesús España            | Spagna        | 1:04:01 |                                          |
| 11           | Dmytro Lashyn           | Ucraina       | 1:04:11 | Miglior prestazione personale stagionale |
| 12           | Ayad Lamdassem          | Spagna        | 1:04:13 |                                          |
| 13           | Stefano La Rosa         | Italia        | 1:04:15 |                                          |
| 14           | Mikael Ekvall           | Svezia        | 1:04:28 | Miglior prestazione personale stagionale |
| 15           | Julien Lyon             | Svizzera      | 1:04:40 | Miglior prestazione personale            |
| 16           | Szymon Kulka            | Polonia       | 1:04:47 |                                          |
| 17           | Paul Pollock            | Irlanda       | 1:04:58 |                                          |
| 18           | Ercan Muslu             | Turchia       | 1:05:00 |                                          |
| 19           | Evans Kiplagat          | Azerbaigian   | 1:05:01 |                                          |
| 20           | Lemawork Ketema         | Austria       | 1:05:10 |                                          |
| 21           | Mustafa Mohamed         | Svezia        | 1:05:11 |                                          |
| 22           | Roman Prodius           | Moldavia      | 1:05:14 |                                          |
| 23           | David Nilsson           | Svezia        | 1:05:16 |                                          |
| 24           | Julian Flügel           | Germania      | 1:05:18 |                                          |
| 25           | Marius Ionescu          | Romania       | 1:05:21 |                                          |
| 26           | Adrian Lehmann          | Svizzera      | 1:05:21 |                                          |
| 27           | Michel Butter           | Paesi Bassi   | 1:05:24 | Miglior prestazione personale stagionale |
| 28           | Soufiane Bouchikhi      | Belgio        | 1:05:31 |                                          |
| 29           | Ruggero Pertile         | Italia        | 1:05:48 |                                          |
| 30           | Asbjørn Ellefsen Persen | Norvegia      | 1:05:56 |                                          |
| 31           | Roman Fosti             | Estonia       | 1:06:00 | Miglior prestazione personale stagionale |
| 32           | Mick Clohisey           | Irlanda       | 1:06:00 |                                          |
| 33           | Philipp Pflieger        | Germania      | 1:06:01 |                                          |
| 34           | Kevin Seaward           | Irlanda       | 1:06:20 |                                          |
| 35           | Rui Pinto               | Portogallo    | 1:06:28 |                                          |
| 36           | Tom Wiggers             | Paesi Bassi   | 1:06:29 |                                          |
| 37           | Marius Øyre Vedvik      | Norvegia      | 1:06:29 |                                          |
| 38           | Xavier Chevrier         | Italia        | 1:06:31 |                                          |
| 39           | Bart van Nunen          | Paesi Bassi   | 1:06:41 |                                          |
| 40           | Ihor Russ               | Ucraina       | 1:06:45 | Miglior prestazione personale stagionale |
| 41           | Oleksandr Matviychuk    | Ucraina       | 1:06:53 |                                          |
| 42           | Matthew Bond            | Gran Bretagna | 1:07:00 |                                          |
| 43           | Yimer Getahun           | Israele       | 1:07:02 | Miglior prestazione personale stagionale |
| 44           | Fredrik Uhrbom          | Svezia        | 1:07:06 |                                          |
| 45           | Mert Girmalegesse       | Turchia       | 1:07:07 |                                          |
| 46           | Serkan Kaya             | Turchia       | 1:07:09 |                                          |
| 47           | Christian Kreienbühl    | Svizzera      | 1:07:09 |                                          |
| 48           | Remigijus Kančys        | Lituania      | 1:07:12 |                                          |
| 49           | José Moreira            | Portogallo    | 1:07:17 |                                          |
| 50           | Jarkko Järvenpää        | Finlandia     | 1:07:21 |                                          |
| 51           | Jens Nerkamp            | Germania      | 1:07:22 |                                          |
| 52           | Lee Merrien             | Gran Bretagna | 1:07:29 |                                          |
| 53           | Yohan Durand            | Francia       | 1:07:32 |                                          |
| 54           | Yuriy Rusyuk            | Ucraina       | 1:07:38 |                                          |
| 55           | Jānis Viškers           | Lettonia      | 1:07:40 |                                          |
| 56           | Maru Teferi             | Israele       | 1:07:40 |                                          |
| 57           | Sergiu Ciobanu          | Irlanda       | 1:07:46 |                                          |
| 58           | Edwin Kemboi            | Austria       | 1:07:51 |                                          |
| 59           | Milan Kocourek          | Rep. Ceca     | 1:08:00 |                                          |
| 60           | Jonas Lurås Hammer      | Norvegia      | 1:08:06 |                                          |
| 61           | Konstantinos Gkelaouzos | Grecia        | 1:08:09 |                                          |
| 62           | Roman Romanenko         | Ucraina       | 1:08:14 |                                          |
| 63           | Samuel Barata           | Portogallo    | 1:08:30 |                                          |
| 64           | Jiří Homoláč            | Rep. Ceca     | 1:08:34 |                                          |
| 65           | Daniele D'Onofrio       | Italia        | 1:08:41 |                                          |
| 66           | Romain Courcières       | Francia       | 1:08:42 |                                          |
| 67           | Marcel Berni            | Svizzera      | 1:08:47 |                                          |
| 68           | Hans Kristian Fløystad  | Norvegia      | 1:08:55 |                                          |
| 69           | Gábor Józsa             | Ungheria      | 1:08:57 |                                          |
| 70           | Berihun Wuve            | Israele       | 1:09:11 |                                          |
| 71           | Valentin Pfeil          | Austria       | 1:09:34 |                                          |
| 72           | Iván Fernández          | Spagna        | 1:09:38 |                                          |
| 73           | Yavuz Ağralı            | Turchia       | 1:09:41 |                                          |
| 74           | Anton Kosmač            | Slovenia      | 1:09:45 |                                          |
| 75           | Eirik Gramstad          | Norvegia      | 1:09:55 |                                          |
| 76           | Rui Pedro Silva         | Portogallo    | 1:10:04 |                                          |
| 77           | Jonathan Hay            | Gran Bretagna | 1:10:08 |                                          |
| 78           | Ageze Guadie            | Israele       | 1:10:45 |                                          |
| 79           | Pavel Dymák             | Rep. Ceca     | 1:10:55 |                                          |
| 80           | Andreas Kempf           | Svizzera      | 1:11:10 |                                          |
| 81           | Taras Salo              | Ucraina       | 1:11:24 |                                          |
| 82           | Vít Pavlišta            | Rep. Ceca     | 1:11:58 |                                          |
| 83           | Marcel Tschopp          | Liechtenstein | 1:15:36 |                                          |
| 84           | Ørjan Grønnevig         | Norvegia      | 1:18:12 |                                          |
| Template:N/d | Pedro Ribeiro           | Portogallo    | dnf     |                                          |
| Template:N/d | Khalid Choukoud         | Paesi Bassi   | dnf     |                                          |
| Template:N/d | Hendrik Pfeiffer        | Germania      | dnf     |                                          |
| Template:N/d | Arne Gabius             | Germania      | dnf     |                                          |
| Template:N/d | Mark Hanrahan           | Irlanda       | dnf     |                                          |
| Template:N/d | Gary Murray             | Irlanda       | dnf     |                                          |
| Template:N/d | Polat Kemboi Arıkan     | Turchia       | dnf     |                                          |
| Template:N/d | Iolo Nikolov            | Bulgaria      | dnf     |                                          |

### Squadre
| Class   | Nazione                                                                                            | Tempo   | Note |
| ------- | -------------------------------------------------------------------------------------------------- | ------- | ---- |
| Oro     | Svizzera Tadesse Abraham Julien Lyon Adrian Leman Christian Kreienbühl Marcel Bernie Andreas Kempf | 3:12:04 |      |
| Argento | Spagna Carles Castillejo Jesús España Ayad Lamdassem Iván Fernández                                | 3:12:06 |      |
| Bronzo  | Italia Daniele Meucci Stefano La Rosa Ruggero Pertile Xavier Chevrier Daniele D'Onofrio            | 3:12:41 |      |
| 4       | Turchia                                                                                            | 3:14:34 |      |
| 5       | Svezia                                                                                             | 3:14:55 |      |
| 6       | Paesi Bassi                                                                                        | 3:15:36 |      |
| 7       | Irlanda                                                                                            | 3:17:18 |      |
| 8       | Ucraina                                                                                            | 3:17:49 |      |
| 9       | Gran Bretagna                                                                                      | 3:18:26 |      |
| 10      | Germania                                                                                           | 3:18:41 |      |
| 11      | Francia                                                                                            | 3:19:57 |      |
| 12      | Norvegia                                                                                           | 3:20:31 |      |
| 13      | Portogallo                                                                                         | 3:22:15 |      |
| 14      | Austria                                                                                            | 3:22:35 |      |
| 15      | Israele                                                                                            | 3:23:53 |      |
| 16      | Rep. Ceca                                                                                          | 3:27:29 |      |